# Kaïkhosro Ier de Gourie
Kaïkhosro Ier de Gourie (Kaikhosro Ier Gurieli géorgien : ქაიხოსრო I გურიელი; mort en 1660), de la maison
Gouriel, est prince de Gourie de 1626 à 1658. Il est installé sur le trône par
Léon II Dadiani, prince de Mingrélie, en remplacement de son prédécesseur dépossédé Simon Ier Gurieli. À son tour, Kaikhosro est détrône et expulsé du pays par le roi
Alexandre III d'Iméréthie. Il réussit à revenir en Gourie avec le soutien des partisans des Ottomans mais il est assassiné par un noble géorgien.

## Règne
Kaikhosro Gurieli est le fils de Vakhtang Ier Gurieli. Il installé le trône en 1626, par Levan II Dadiani, le prince de Mingrélie, qui a défait, déposé et aveuglé son beau-frère
Simon Gurieli. En 1658, Kaikhosro soutient son demi frère utérin Liparit III Dadiani contre le roi  Alexandre III d'Iméréthie. Lors de la bataille de Bandza en juin 1658, Alexandre remporte une victoire décisive et décide d'établir des souverains loyaux tant en Gourie qu'en Mingrélie. Kaikhosro est contraint de s'exiler à Constantinople. Il obtient le soutien du  Rostom Ier Jakéli  le Pacha ottoman d'Akhaltsikhe, un géorgien converti à l'Islam, et mettant à profit l'anarchie qui s'installe en Iméréthie après la mort du roi Alexandre III il attaque son rival le prince Démètre de Gourie en 1660. Vameq III Dadiani intervient avec une armée de Mingreliens, Imeretiens, et d'Abkhazie afin de protéger Demetre. Kaikhosro se réfugie au monastère d'Achi et contre-attaque, réussissant à prendre Ozurgeti, la principale localité de Gourie. Le triomphe de Kaikhosro est de courte durée; Il est traîtreusement assassiné par le noble Gourien Machutadzé et la Gourie revient à Démètre Gurieli. Les fils de Kaikhosro Georges et Malakia se réfugient à Akhaltsikhe ,

## Famille
Kaikhosro avait épousé Khvaramze Goshadzé (fl. 1664). Il a deux fils et deux filles :
- Georges III Gurieli (mort en 1684), Prince-régnant de Gourie (1669–1684), roi d'Iméréthie sous le nom de Georges IV (1681–1683);
- Malakia/Malkhaz Gurieli (mort après 1689), évêque de  Shemokmedi (en) et Jumati, Prince-régnant de Gourie (1684–1685, 1689);
- Princesse Tuta (morte 1678), qui épouse Léon de Karthli en 1672;
- Princesse Darejean, qui épouse le prince Giorgi Tavdgiridzé.